# سلام رانجان سینگ
سلام رنجان سینگ (انگلیسی: Salam Ranjan Singh؛ زادهٔ ۴ دسامبر ۱۹۹۵) بازیکن فوتبال اهل هند است.
از باشگاه‌هایی که در آن بازی کرده‌است می‌توان به باشگاه فوتبال بنگالورو اشاره کرد.
وی همچنین در تیم‌های ملی فوتبال India U23 و هند بازی کرده‌است.